# Vincent Pajot
Vincent Pajot (Domont, 19 agosto 1990) è un calciatore francese, centrocampista dell'Annecy.

## Carriera

### Club
Il 22 giugno 2018 si trasferisce a titolo definitivo all'Angers, firmando un contratto triennale.
Il 31 dicembre 2019 viene ufficializzato il suo trasferimento al Metz in prestito con obbligo di riscatto in caso di salvezza. Dopo la sospensione del campionato a causa della pandemia di COVID-19, che decreta la salvezza del Metz, il 10 giugno il club annuncia il suo riscatto.
Il 6 luglio 2022 viene acquistato dall'Annecy, con cui debutta in Ligue 2 in 20 agosto successivo contro il Rodez (2-2). Il 29 ottobre debutta in Coppa di Francia nella vittoria per 8-1 contro il Diables Combani, nella quale segna i primi tre gol con il nuovo club.
Il 7 gennaio 2023 si rivela nuovamente decisivo con una doppietta nella gara di coppa contro il Villerupt Thil (vittoria per 1-6).

### Nazionale
Il 2 settembre 2011 ha giocato con la nazionale francese Under-21 la partita di qualificazione agli Europei 2013 vinta per 3-0 in casa della Lettonia.

## Statistiche

### Presenze e reti nei club
Statistiche aggiornate all'1º marzo 2023.
| Stagione             | Squadra              | Campionato           | Campionato | Campionato | Coppe nazionali | Coppe nazionali | Coppe nazionali | Coppe continentali | Coppe continentali | Coppe continentali | Altre coppe | Altre coppe | Altre coppe | Totale | Totale |
| Stagione             | Squadra              | Comp                 | Pres       | Reti       | Comp            | Pres            | Reti            | Comp               | Pres               | Reti               | Comp        | Pres        | Reti        | Pres   | Reti   |
| -------------------- | -------------------- | -------------------- | ---------- | ---------- | --------------- | --------------- | --------------- | ------------------ | ------------------ | ------------------ | ----------- | ----------- | ----------- | ------ | ------ |
| 2010-2011            | Boulogne             | L2                   | 38         | 6          | CF+CdL          | 2+2             | 0               | -                  | -                  | -                  | -           | -           | -           | 42     | 6      |
| 2011-2012            | Rennes               | L1                   | 20         | 0          | CF+CdL          | 1+1             | 0               | UEL                | 6                  | 1                  | -           | -           | -           | 28     | 1      |
| 2012-2013            | Rennes               | L1                   | 27         | 0          | CF+CdL          | 1+5             | 0               | -                  | -                  | -                  | -           | -           | -           | 33     | 0      |
| 2013-2014            | Rennes               | L1                   | 14         | 1          | CF+CdL          | 1+1             | 0               | -                  | -                  | -                  | -           | -           | -           | 16     | 1      |
| 2014-2015            | Rennes               | L1                   | 23         | 0          | CF+CdL          | 3+0             | 0               | -                  | -                  | -                  | -           | -           | -           | 26     | 0      |
| Totale Rennes        | Totale Rennes        | Totale Rennes        | 84         | 1          |                 | 13              | 0               |                    | 6                  | 1                  |             | -           | -           | 103    | 2      |
| 2015-2016            | Saint-Étienne        | L1                   | 28         | 1          | CF+CdL          | 2+0             | 0               | UEL                | 6                  | 0                  | -           | -           | -           | 36     | 1      |
| 2016-2017            | Saint-Étienne        | L1                   | 21         | 3          | CF+CdL          | 1+0             | 0               | UEL                | 4                  | 0                  | -           | -           | -           | 26     | 3      |
| 2017-2018            | Saint-Étienne        | L1                   | 20         | 2          | CF+CdL          | 0+1             | 0               | -                  | -                  | -                  | -           | -           | -           | 21     | 2      |
| Totale Saint-Etienne | Totale Saint-Etienne | Totale Saint-Etienne | 69         | 6          |                 | 4               | 0               |                    | 10                 | 0                  |             | -           | -           | 83     | 6      |
| 2018-2019            | Angers               | L1                   | 13         | 0          | CF+CdL          | -               | -               | -                  | -                  | -                  | -           | -           | -           | 13     | 0      |
| 2019-gen. 2020       | Angers               | L1                   | 6          | 0          | CF+CdL          | 0+1             | 0               | -                  | -                  | -                  | -           | -           | -           | 7      | 0      |
| Totale Angers        | Totale Angers        | Totale Angers        | 19         | 0          |                 | 1               | 0               |                    | -                  | -                  |             | -           | -           | 20     | 0      |
| gen.-giu. 2020       | Metz                 | L1                   | 7          | 0          | CF+CdL          | 1+0             | 0               | -                  | -                  | -                  | -           | -           | -           | 8      | 0      |
| 2020-2021            | Metz                 | L1                   | 12         | 0          | CF              | 1               | 0               | -                  | -                  | -                  | -           | -           | -           | 13     | 0      |
| 2021-2022            | Metz                 | L1                   | 30         | 1          | CF              | 1               | 0               | -                  | -                  | -                  | -           | -           | -           | 31     | 1      |
| Totale Metz          | Totale Metz          | Totale Metz          | 49         | 1          |                 | 3               | 0               |                    | -                  | -                  |             | -           | -           | 52     | 1      |
| 2022-2023            | Annecy               | L2                   | 19         | 1          | CF              | 5               | 5               | -                  | -                  | -                  | -           | -           | -           | 24     | 6      |
| Totale carriera      | Totale carriera      | Totale carriera      | 278        | 15         |                 | 30              | 5               |                    | 16                 | 1                  |             | -           | -           | 324    | 21     |